# Novumbra
Novumbra is een monotypisch geslacht van straalvinnige vissen uit de familie van de hondsvissen (Umbridae).

## Soort
- Novumbra hubbsi Schultz, 1929